# Leonardo López Luján
Leonardo Náuhmitl López Luján (Ciudad de México, 31 de marzo de 1964) es un arqueólogo mexicano, actualmente uno de los principales investigadores de las sociedades prehispánicas del Centro de México y de la historia de la arqueología de ese país. Es director del Proyecto Templo Mayor del Instituto Nacional de Antropología e Historia (INAH) e hijo del connotado historiador Alfredo López Austin. 
Es miembro de El Colegio Nacional, la Academia Británica, la Sociedad de Anticuarios de Londres, la Real Academia de la Historia de España, la Academia Estadounidense de las Artes y las Ciencias, el Instituto Arqueológico de América y la Academia de Inscripciones y Bellas Letras de Francia, así como doctor honoris causa por la Universidad de Copenhague en Dinamarca.

## Primeros años
Leonardo López Luján se desarrolló desde pequeño en un ambiente familiar y profesional que giraba en torno al estudio del pasado indígena de México: su madre Martha Rosario Luján Pedrueza era asistente de Alberto Ruz Lhuillier –el descubridor de la tumba de Pakal en el sitio maya de Palenque— y de Ángel Palerm Vich –el célebre antropólogo neoevolucionista español—, en tanto que su padre Alfredo López Austin destacaba por sus investigaciones acerca de la medicina, la religión y la magia de los antiguos nahuas. 
Asistió a la escuela pública en distintos planteles de la Ciudad de México, donde demostró su gusto por el estudio. Obtuvo siempre el promedio más alto de aprovechamiento en los sucesivos ciclos educativos: 10.0 en la primaria, 9.9 en la secundaria y 10.0 en la preparatoria. Ganó también en aquellos años varios certámenes sectoriales de matemáticas y química.
En 1973 y 1974, vivió con sus padres y su hermano en la ciudad española de Sevilla. Asistiendo los domingos al mercadillo de la Plaza de Santa Marta, comenzó su colección de estampillas postales de tema arqueológico. Durante esa misma estancia y de manera premonitoria, compró sus dos primeros libros: 15 Aventuras de Arqueología y 15 Grandes Descubrimientos, ambos del divulgador francés Claude Appell.

## Estudios profesionales y vida académica
Leonardo López Luján realizó la licenciatura en arqueología en la Escuela Nacional de Antropología e Historia del Instituto Nacional de Antropología e Historia (1983-1987) en la Ciudad de México, donde logró un 10.0 perfecto como promedio. Allí fue discípulo de Felipe Bate, Carlos Navarrete Cáceres, Yoko Sugiura, Enrique Nalda, Linda Manzanilla, Manuel Gándara, Emily McClung y Eduardo Matos Moctezuma. Este último dirigió su tesis sobre las ofrendas del Templo Mayor de Tenochtitlan (1990).
En 1992 se mudó a Francia para hacer los estudios de doctorado nouveau régime (de seis años) en la Universidad de París X Nanterre, bajo la tutela de Jean-Claude Gardin, Michel Graulich y Alain Schnapp. Con la dirección de Pierre Becquelin y la asesoría de Claude-François Baudez y Eric Taladoire, presentó en 1998 su tesis doctoral sobre la Casa de las Águilas de Tenochtitlan, obteniendo los máximos honores.
A lo largo de su vida profesional ha sido investigador invitado en la Universidad de Princeton en 1995, el Museo del Hombre de París en 2002, Dumbarton Oaks (Universidad Harvard) en 2005-2006 y el Instituto de Estudios Avanzados de París en 2013-2014, así como catedrático huésped en la Universidad de París I Panthéon-Sorbonne en 2000, la Universidad de Roma La Sapienza en 2004 y 2016, la École Pratique des Hautes Études de París en 2011 y la Universidad Francisco Marroquín de Guatemala en ese mismo año.
Como miembro definitivo del Instituto Nacional de Antropología e Historia de México, es investigador de tiempo completo en el Museo del Templo Mayor desde 1988 y profesor de asignatura en la Escuela Nacional de Conservación, Restauración y Museografía desde 2000.
De 2003 a 2005 fue secretario general de la Sociedad Mexicana de Antropología y, entre 1999 y 2021, formó parte en Francia del consejo de administración de la Sociedad de Americanistas. Actualmente es investigador nivel III del Sistema Nacional de Investigadores, además de miembro de la Academia Mexicana de Ciencias y la Academia Mexicana de la Historia, ocupando en esta última el sillón 27.
Con el paso de los años, López Luján ha sido electo miembro internacional de la Academia Británica (FBA), miembro honorario de la Sociedad de Anticuarios de Londres (Hon FSA), miembro corresponsal extranjero de la Real Academia de la Historia de Madrid, miembro internacional honorario de la Academia Estadounidense de las Artes y las Ciencias, miembro corresponsal del Instituto Arqueológico de América y miembro corresponsal extranjero de la Academia de Inscripciones y Bellas Letras de Francia. De esta última es el primer latinoamericano en ingresar desde su fundación en 1663. Así se han reconocido fuera de México sus contribuciones en el campo de los estudios mesoamericanos.
El 5 de noviembre de 2018 fue elegido nuevo miembro de El Colegio Nacional. Su lección inaugural, intitulada "Pretérito pluscuamperfecto: visiones mesoamericanas de los vestigios arqueológicos", fue presentada el 15 de marzo de 2019 y respondida por  Eduardo Matos Moctezuma, con una salutación de Alejandro Frank.

## Investigación, trabajos de campo y divulgación
Las investigaciones de Leonardo López Luján se han centrado en la política, la religión y el arte de las sociedades prehispánicas del Centro de México, principalmente en Teotihuacán, Xochicalco y Tenochtitlan. En ese campo ha hecho aportaciones relacionadas con las estrategias indígenas de recuperación del pasado remoto, el lenguaje codificado de los depósitos rituales, la conceptualización de los animales como emblemas cósmicos, las ceremonias de propiciación de lluvias, las funciones y el simbolismo de la arquitectura religiosa, los usos y el significado de la plástica mexica, las actividades iconoclastas en periodos de crisis, las dimensiones políticas de la figura panmesoamericana de la Serpiente Emplumada, los cultos a las diosas madres, las prácticas sacrificiales, la ciencia de materiales y la arqueometría aplicadas al estudio de la economía política y el arte prehispánicos, entre otras. También ha incursionado en la historia de la arqueología mexicana y del coleccionismo, logrando significativos avances en el estudio de sus orígenes en los siglos XVIII y XIX.
Desde los ocho años de edad ha participado en diversos proyectos arqueológicos, antropológicos e históricos en las entidades mexicanas de Campeche, Chiapas, Distrito Federal, Guanajuato, Estado de México, Morelos, Quintana Roo y en los Andes ecuatorianos.
En julio de 1980, cuando tenía 16 años de edad, se integró como  voluntario al Proyecto Templo Mayor del Instituto Nacional de Antropología e Historia, colaborando en la primera (1978-1982) y la segunda (1987) temporadas de excavaciones en el recinto sagrado de Tenochtitlan bajo la dirección de Eduardo Matos Moctezuma. Once años después, en 1991, se convirtió en el director de dicho proyecto, cargo que ocupa hasta la actualidad. De esta manera, ha estado al frente de la cuarta (1991-1992), la quinta (1994-1997), la sexta (2004-2006), la séptima (2007-2014), la octava (2014-2018), la novena (2018-2024) y la décima (2024-2030) temporadas de excavaciones. Entre sus descubrimientos se encuentran la Cámara 3, las ofrendas 48 y 126, así como las dos esculturas de cerámica del dios Mictlantecuhtli de la Casa de las Águilas.
Como parte de sus trabajos arqueológicos en la antigua ciudad mesoamericana de Teotihuacan, codirigió de 1999 a 2003 con William L. Fash y Linda Manzanilla el Proyecto Xalla (INAH-Harvard-UNAM), explorando ese complejo palaciego ubicado al norte de la Pirámide del Sol. También participó durante varios años con Saburo Sugiyama y Rubén Cabrera Castro en el Proyecto Pirámide de la Luna (INAH-Aichi-ASU), dedicándose a la excavación de túneles y la recuperación de ofrendas de consagración en el interior de dicho monumento teotihuacano.
Sus numerosos proyectos de investigación han sido patrocinados por el INAH, la Universidad de Colorado en Boulder, la Universidad de Texas en Austin, la Universidad de Princeton y la Universidad de Harvard.
En el ámbito editorial, forma parte de los consejos de importantes revistas científicas y de divulgación, entre ellas el Journal de la Société des Américanistes, Arqueología Mexicana, Ancient Mesoamerica, National Geographic en Español, Americae: European Journal of Americanist Archaeology, Anales de Antropología, Latin American and Latinx Visual Culture, Estudios de Cultura Náhuatl, y de las editoriales EnRedArs de España y Brill de los Países Bajos.
En lo tocante a la difusión museográfica, ha sido el curador junto con reconocidos colegas de las exitosas exposiciones "The Aztec World" en el Museo Field de Chicago, "Moctezuma: Aztec Ruler" en el Museo Británico de Londres, "El capitán Dupaix y su álbum arqueológico de 1794" en el Museo Nacional de Antropología de la Ciudad de México, así como "Camino al Mictlan", "La Casa de las Águilas", "Sacrificios de consagración en la Pirámide de la Luna", "Humo aromático para los dioses" y "Nuestra sangre, nuestro color: la escultura polícroma de Tenochtitlan" en el Museo del Templo Mayor. Asimismo, fue curador huésped, junto con Saburo Sugiyama y Takeshi Inomata, de la gran exhibición "Ancient Mexico" que organizaron los museos nacionales de Tokio, de Kyushu y de Arte de Osaka para el bienio 2023-2024. También estuvo al frente del equipo curatorial de la magna muestra "Mexica: Des dons et des dieux au Templo Mayor", realizada para 2024 por el Museo del muelle Branly de París.
Desde 2019, se ha dedicado también a difundir entre el gran público la actualidad arqueológica de México y del mundo a través de su ciclo de conferencias "La arqueología hoy", en el cual participan cada mes los protagonistas más destacados de esta disciplina. Tiene como sede el Aula Mayor de El Colegio Nacional, en el Centro Histórico de la Ciudad de México, y se transmite por las plataformas institucionales de X, Instagram, Facebook y YouTube.

## Premios y distinciones
Entre sus reconocimientos a título individual o como líder de equipo destacan:
- Mejor estudiante de la Escuela Nacional Preparatoria 6 (Universidad Nacional Autónoma de México) en 1980-1983 por su promedio de 10/10.
- "Beca Salvador Novo" en la rama de historia de El Colegio de México/Centro Mexicano de Escritores en 1985.
- "Medalla Diario de México/CONACYT" como el mejor estudiante de licenciatura de México en 1991 por su promedio de 10/10.
- "Eugene M. Kayden Humanities Award" de la Universidad de Colorado en Boulder en 1991.
- "Premio del CMCH" del Comité Mexicano de Ciencias Históricas por el mejor artículo del año en 1992, 1996 y 2007.
- "Outstanding Academic Book of 1994" de Choice: Current Reviews for Academic Libraries, The American Library Association.
- "Premio Alfonso Caso" en arqueología del Instituto Nacional de Antropología e Historia en 1998 y 2016, y mención honorífica en 1991.
- "Guggenheim Fellowship" de la John Simon Guggenheim Memorial Foundation de Nueva York en 2000.[26]
- "Premio de Investigación en Ciencias Sociales" de la Academia Mexicana de Ciencias en 2000.[27]
- "Research Fellowship" de Dumbarton Oaks, Universidad de Harvard en 2005-2006.[28]
- "Keynote Address at Convocation" del 2009 Annual Conference del College Art Association (primer latinoamericano que recibió esta distinción desde la fundación del CAA).[29]
- Primer miembro mexicano del "Senior Fellows Board" en Estudios Precolombinos, Dumbarton Oaks, Universidad de Harvard en 2012-2014.[30]
- "Residence de l'Institut d'Études Avancées de Paris" en 2013-2014 (ganador entre 300 candidatos de todo el mundo).[31]
- Nombramiento como "Huésped Distinguido" y entrega de las "Llaves de la Ciudad", Municipalidad de Copán Ruinas, Honduras, 2015.
- Nombramiento como "Miembro Honorario del Colegio Profesional de Antropólogos de Lima", Lima, Perú, 2015.
- "Shanghai Archaeology Forum Research Award" en 2015 de la Academia China de Ciencias Sociales (el Proyecto Templo Mayor es considerado como uno de los diez mejores programas de investigación científica arqueológica a nivel mundial de 2013-2015).[32]
- "Medalla al Mérito" del Festival del Centro Histórico de la Ciudad de México en 2016 por sus trabajos de rescate arqueológico de la antigua Tenochtitlan.[33]
- "Top 10 Discoveries of the Year" de Archaeology Magazine, Archaeological Institute of America, 2017,[34]  2022[35] y 2023.[36]
- "Medalla Fray Bernardino de Sahagún" del Consejo Hidalguense de la Crónica y el Gobierno del Estado de Hidalgo en 2019 por su obra conjunta con Alfredo López Austin.[37]
- "Premio Crónica 2019" en la categoría de cultura de La Crónica de Hoy.[38]
- "Cátedra Latinoamericana 'Julio Cortázar' 2023" de la Universidad de Guadalajara.[39]
- "Premio Antonio García Cubas 2023 al Mérito Editorial" en la categoría de obra científica del Instituto Nacional de Antropología e Historia.
- "Medalla 7 de Julio" del Congreso Nacional de Patrimonio Mundial en 2023 por sus trabajos arqueológicos de excavación y conservación en el Centro Histórico de la Ciudad de México.[40]
- "Doctorate Honoris Causa in Philosophy" por la Universidad de Copenhague en 2023.[41]
- "Chevalier de l'Ordre National de la Légion d'Honneur" por la República Francesa en 2024.[42]
- "Premio Nacional de Artes y Literatura" en la categoría de "Historia, filosofía y ciencias sociales" del Gobierno de México en 2024.
- "Prix Raymond et Yvonne Lantier" de la Academia de Inscripciones y Bellas Letras de Francia por el mejor libro de investigación en arqueología e historia en 2025.

Entre sus premios colectivos, como integrante de equipos interdisciplinarios, sobresalen:
- “Best Reference Source” de Library Journal, 2001.
- “Editor’s Choice” de Booklist, 2001.
- “Best Reference” de la New York Public Library, 2001.
- “Outstanding Academic Title” de Choice: Current Reviews of Academic Books en 2001 y 2017.
- “1er Prix International du Livre d’Art Tribal” del Tribal Art Magazine, 2009.
- “Shanghai Archaeology Forum Field Discovery Award 2013” (al Proyecto Pirámide de la Luna) de la Chinese Academy of Social Sciences, 2013.
- “Annual Book Award” de la Association for Latin American Art, 2014.
- “Premio Nacional de las Artes Gráficas” de la Unión de Empresarios de la Comunicación Gráfica, 2016.
- “Prix Spécial du Jury” del 6e Festival International du Livre d’Art et du Film de Perpignan, 2016.
- “The Best of Art of 2017” de The New York Times, 2017.
- “The Best of 2017” de Hyperallergic, 2017.
- “PROSE Award, Art Exhibitions Category” de la Association of American Publishers, 2018.
- “The Best of 2018” de The Washington Post, 2018.
- “AAMC Award for Excellence, Catalogue Award” de The Association of Art Museum Curators, 2018.
- “Bank Note of the Year (2021) Award” de la International Bank Note Society, 2022.
- “ERC Advanced Grant", European Research Council, 2024-2029.
- "Mención Honorífica del Premio Miguel Covarrubias" en museografía e investigación de museos del Instituto Nacional de Antropología e Historia en 2024.

Fuera de México ha sido invitado como Distinguished lecturer o Keynote speaker a las universidades de Cambridge, Copenhague, Harvard, Yale, Brown, Stanford, Berkeley, Arizona, Misuri-Saint Louis, Wellesley College, Dumbarton Oaks, así como al Museo Británico de Londres, el Museo del muelle Branly de París, el Museo Nacional de Tokio, el M. H. de Young Memorial Museum de San Francisco, el Museo de Arte de San Antonio, la Academia de Inscripciones y Bellas Letras de Francia, la Biblioteca del Congreso de Estados Unidos, el Foro Arqueológico de Shanghái, el Gran Teatro Nacional del Perú, la Casa de América y la Fundación Juan March de Madrid.
Entre sus reconocimientos a título individual o como líder de equipo destacan:
- Mejor estudiante de la Escuela Nacional Preparatoria 6 (Universidad Nacional Autónoma de México) en 1980-1983 por su promedio de 10/10.
- "Beca Salvador Novo" en la rama de historia de El Colegio de México/Centro Mexicano de Escritores en 1985.
- "Medalla Diario de México/CONACYT" como el mejor estudiante de licenciatura de México en 1991 por su promedio de 10/10.
- "Eugene M. Kayden Humanities Award" de la Universidad de Colorado en Boulder en 1991.
- "Premio del CMCH" del Comité Mexicano de Ciencias Históricas por el mejor artículo del año en 1992, 1996 y 2007.
- "Outstanding Academic Book of 1994" de Choice: Current Reviews for Academic Libraries, The American Library Association.
- "Premio Alfonso Caso" en arqueología del Instituto Nacional de Antropología e Historia en 1998 y 2016, y mención honorífica en 1991.
- "Guggenheim Fellowship" de la John Simon Guggenheim Memorial Foundation de Nueva York en 2000.[26]
- "Premio de Investigación en Ciencias Sociales" de la Academia Mexicana de Ciencias en 2000.[27]
- "Research Fellowship" de Dumbarton Oaks, Universidad de Harvard en 2005-2006.[28]
- "Keynote Address at Convocation" del 2009 Annual Conference del College Art Association (primer latinoamericano que recibió esta distinción desde la fundación del CAA).[29]
- Primer miembro mexicano del "Senior Fellows Board" en Estudios Precolombinos, Dumbarton Oaks, Universidad de Harvard en 2012-2014.[30]
- "Residence de l'Institut d'Études Avancées" en 2013-2014 (ganador entre 300 candidatos de todo el mundo).[31]
- Nombramiento como "Huésped Distinguido" y entrega de las "Llaves de la Ciudad", Municipalidad de Copán Ruinas, Honduras, 2015.
- Nombramiento como "Miembro Honorario del Colegio Profesional de Antropólogos de Lima", Lima, Perú, 2015.
- "Shanghai Archaeology Forum Research Award" en 2015 de la Academia China de Ciencias Sociales (el Proyecto Templo Mayor es considerado como uno de los diez mejores programas de investigación científica arqueológica a nivel mundial de 2013-2015).[32]
- "Medalla al Mérito" del Festival del Centro Histórico de la Ciudad de México en 2016 por sus trabajos de rescate arqueológico de la antigua Tenochtitlan.[33]
- "Top 10 Discoveries of the Year" de Archaeology Magazine, Archaeological Institute of America, 2017,[34]  2022[35] y 2023.[36]
- "Medalla Fray Bernardino de Sahagún" del Consejo Hidalguense de la Crónica y el Gobierno del Estado de Hidalgo en 2019 por su obra conjunta con Alfredo López Austin.[37]
- "Premio Crónica 2019" en la categoría de cultura de La Crónica de Hoy.[38]
- "Cátedra Latinoamericana 'Julio Cortázar' 2023" de la Universidad de Guadalajara.[39]
- "Premio Antonio García Cubas 2023 al Mérito Editorial" en la categoría de obra científica del Instituto Nacional de Antropología e Historia.
- "Medalla 7 de Julio" del Congreso Nacional de Patrimonio Mundial en 2023 por sus trabajos arqueológicos de excavación y conservación en el Centro Histórico de la Ciudad de México.[40]
- "Doctorate Honoris Causa in Philosophy" por la Universidad de Copenhague en 2023.[41]
- "Chevalier de l'Ordre National de la Légion d'Honneur" por la República Francesa en 2024.[42]
- "Premio Nacional de Artes y Literatura" en la categoría de "Historia, filosofía y ciencias sociales" del Gobierno de México en 2024.
- "Prix Raymond et Yvonne Lantier" de la Academia de Inscripciones y Bellas Letras de Francia por el mejor libro de investigación en arqueología e historia en 2025.

Entre sus premios colectivos, como integrante de equipos interdisciplinarios, sobresalen:
- “Best Reference Source” de Library Journal, 2001.
- “Editor’s Choice” de Booklist, 2001.
- “Best Reference” de la New York Public Library, 2001.
- “Outstanding Academic Title” de Choice: Current Reviews of Academic Books en 2001 y 2017.
- “1er Prix International du Livre d’Art Tribal” del Tribal Art Magazine, 2009.
- “Shanghai Archaeology Forum Field Discovery Award 2013” (al Proyecto Pirámide de la Luna) de la Chinese Academy of Social Sciences, 2013.
- “Annual Book Award” de la Association for Latin American Art, 2014.
- “Premio Nacional de las Artes Gráficas” de la Unión de Empresarios de la Comunicación Gráfica, 2016.
- “Prix Spécial du Jury” del 6e Festival International du Livre d’Art et du Film de Perpignan, 2016.
- “The Best of Art of 2017” de The New York Times, 2017.
- “The Best of 2017” de Hyperallergic, 2017.
- “PROSE Award, Art Exhibitions Category” de la Association of American Publishers, 2018.
- “The Best of 2018” de The Washington Post, 2018.
- “AAMC Award for Excellence, Catalogue Award” de The Association of Art Museum Curators, 2018.
- “Bank Note of the Year (2021) Award” de la International Bank Note Society, 2022.
- “ERC Advanced Grant", European Research Council, 2024-2029.
- "Mención Honorífica del Premio Miguel Covarrubias" en museografía e investigación de museos del Instituto Nacional de Antropología e Historia en 2024.

Fuera de México ha sido invitado como Distinguished lecturer o Keynote speaker a las universidades de Cambridge, Copenhague, Harvard, Yale, Brown, Stanford, Berkeley, Arizona, Misuri-Saint Louis, Wellesley College, Dumbarton Oaks, así como al Museo Británico de Londres, el Museo del muelle Branly de París, el Museo Nacional de Tokio, el M. H. de Young Memorial Museum de San Francisco, el Museo de Arte de San Antonio, la Academia de Inscripciones y Bellas Letras de Francia, la Biblioteca del Congreso de Estados Unidos, el Foro Arqueológico de Shanghái, el Gran Teatro Nacional del Perú, la Casa de América y la Fundación Juan March de Madrid.

## Obras
Ha escrito más de 270 capítulos y artículos, la mayor parte de los cuales pueden encontrarse en libre acceso en la página Mesoweb del Ancient Cultures Institute. Sus principales publicaciones han sido traducidas al inglés, el francés, el italiano, el alemán, el rumano, el japonés y el chino.
Libros y ensayos
- La recuperación mexica del pasado teotihuacano, 1989.
- Nómadas y sedentarios: el pasado prehispánico de Zacatecas, 1989.
- Las ofrendas del Templo Mayor de Tenochtitlan, 1993, 1994, 2005. Traducido al inglés en 1994.
- Xochicalco y Tula, con Robert H. Cobean y Guadalupe Mastache, 1995, 1996. Traducido al italiano en 1996.
- El pasado indígena, con Alfredo López Austin, 1996, 1998, 2001, 2012, 2014. Traducido al italiano en 1998, al inglés en 2001, al francés en 2012 y al rumano (en prensa).
- Mito y realidad de Zuyuá, con Alfredo López Austin, 1999, 2017. Traducido al inglés en 2000.
- Viaje al mercado de México, 2000, 2013.
- Aztèques. La collection de sculptures du Musée du quai Branly, con Marie-France Fauvet-Berthelot, 2005.
- La Casa de las Águilas: un ejemplo de la arquitectura religiosa de Tenochtitlan, 2 vols., 2006.
- Digging for the past: Tenochtitlan, con Judy Levin, 2006.
- Breaking Through Mexico's Past, con Davíd Carrasco y Eduardo Matos Moctezuma, 2007, 2007. Traducido al español en 2007.
- Escultura monumental mexica, con Eduardo Matos Moctezuma, 2009, 2012, 2019. Traducido al inglés en 2009.
- Monte Sagrado/Templo Mayor: el cerro y la pirámide en la tradición religiosa mesoamericana, con Alfredo López Austin, 2009, 2012.
- Tlaltecuhtli, 2010.
- El capitán Guillermo Dupaix y su álbum arqueológico de 1794, 2015.
- Arqueología de la arqueología: ensayos sobre los orígenes de la disciplina en México, 2017, 2019.
- Pretérito pluscuamperfecto: visiones mesoamericanas de los vestigios arqueológicos, lección inaugural en el El Colegio Nacional, 2019.
- Los primeros pasos de un largo trayecto: la ilustración de tema arqueológico en la Nueva España del siglo XVIII, discurso de ingreso a la AMH, 2019. Traducido al inglés en 2012.
- El ídolo sin pies ni cabeza: la Coatlicue a finales del México virreinal, 2020.
- El pasado imaginado: arqueología y artes plásticas en México (1440-1821), 2021.
- Los muertos viven, los vivos matan: Mictlantecuhtli y el Templo Mayor de Tenochtitlan, 2021.
- Arqueología mexicana: sus orígenes y proyecciones, con Eduardo Matos Moctezuma, 2024.
- Xcalumkín, historia de un centro maya puuc, Tomo 2: Excavaciones, materiales e interpretaciones, de Pierre Becquelin y Dominique Michelet, con la contribución de Rodolfo Ávila, Eric Taladoire, Leonardo López Luján, Marie-Charlotte Arnauld, Julie Patrois, Sara Dzul Gongora, Grégory Pereira, Chloé Andrieu y Daniel Salazar Lama, 2025.

Libros, catálogos y números temáticos de revistas coordinados
- Atlas histórico de Mesoamérica, con Linda Manzanilla, 1989.
- Historia antigua de México, 4 vols., con Linda Manzanilla, 1994-1995, 2000-2001, 2014.
- Camino al Mictlan, con Vida Mercado, 1997.
- La Casa de las Águilas: reconstrucción de un pasado, con Luis Barba, 2000.
- Gli Aztechi tra passato e presente, con Alessandro Lupo y Luisa Migliorati, 2006.
- Sacrificios de consagración en la Pirámide de la Luna, con Saburo Sugiyama, 2006.
- Arqueología e historia del Centro de México. Homenaje a Eduardo Matos Moctezuma, con Davíd Carrasco y Lourdes Cué, 2006.
- Moctezuma: Aztec Ruler, con Colin McEwan, 2009, 2010. Traducido al español en 2010.
- The Art of Urbanism: How Mesoamerican Kingdoms Represented Themselves in Architecture and Imagery, con William L. Fash, 2009, 2012.
- El sacrificio humano en la tradición religiosa mesoamericana, con Guilhem Olivier, 2010.
- Humo aromático para los dioses: una ofrenda de sahumadores al pie del Templo Mayor de Tenochtitlan, 2012, 2014.
- El oro en Mesoamérica, número temático de Arqueología Mexicana, 2017.
- Nuestra sangre, nuestro color: la escultura polícroma de Tenochtitlan, 2017.
- Al pie del Templo Mayor de Tenochtitlan: estudios en honor de Eduardo Matos Moctezuma, con Ximena Chávez Balderas, 2 vols., 2019.
- La arqueología ilustrada americana: la universalidad de una disciplina, con Jorge Maier Allende, 2021.
- Eduardo Matos Moctezuma: ochenta años, 2021.
- Los animales y el recinto sagrado de Tenochtitlan, con Eduardo Matos Moctezuma, 2022.
- Ancient Mexico: Maya, Aztec, and Teotihuacan. Exhibition Catalogue (en japonés), con Saburo Sugiyama y Takeshi Inomata, 2023.
- Mexica: Des dons et des dieux au Templo Mayor, con Fabienne de Pierrebourg y Steve Bourget, 2024.
- Mexico-Tenochtitlan: Dynamism at the Center of the World, con Barbara E. Mundy y Elizabeth Hill Boone, 2025.